# Verin Sasnashen
Verin Sasnashen (in armeno Վերին Սասունաշեն?, in passato Verin Karakoymaz e Verkhniy Karakoymaz) è un comune dell'Armenia di 363 abitanti (2001) della provincia di Aragatsotn.